# Dicranota (Rhaphidolabis) flavibasis flavibasis
Dicranota (Rhaphidolabis) flavibasis flavibasis is een ondersoort van de tweevleugelige Dicranota (Rhaphidolabis) flavibasis uit de familie Pediciidae. De ondersoort komt voor in het Palearctisch gebied.